# Слесаренко, Анатолий Алексеевич
Анатолий Алексеевич Слесаре́нко (1923 — 1997) — советский и украинский кинорежиссёр, сценарист и композитор. Заслуженный деятель искусств УССР (1976).

## Биография
Родился 30 марта 1923 года в Любече(ныне Репкинский район, Черниговская область, Украина) в семье учителя.
В январе 1940 года был зачислен на актёрский факультет Киевского государственного театрального института. В 1942 году — артист балета и драмы оккупационного Ровенского городского театра, затем работал в Черниговском театре. После освобождения Киева был призван в армию, участник Великой Отечественной войны (1943—1945), боец 132-го отдельного сапёрного батальона 29-го стрелкового полка 42-й гвардейской стрелковой дивизии.
Окончил актёрский (1948) и режиссёрский (1949) факультеты Киевского государственного института театрального искусства им. И. Карпенко-Карого (класс В. А. Нелли).
Работал в Киевском украинском драматическом театре имени И. Я. Франко, на Украинской студии хроникально-документальных фильмов (1950—1955), на Киевской киностудии художественных фильмов имеи А. П. Довженко (1956—1960).
Создал художественные ленты: «Гори, моя звезда!» (1957), «Любой ценой» (1959), «Когда начинается юность» (1959), «Ночь перед рассветом» (1969), «Право на любовь» (1977, также автор музыки к фильму) и др.
В 1961 году, после того как на съёмках его фильма в 1960 году погибла (умерла от ожогов) известная актриса И. Г. Бурдученко, был приговорён к 5 годам заключения с пятилетним запретом работать в кино (фильм «Цветок на камне» доснимал и переделывал С. И. Параджанов). Несмотря на это, освободился досрочно по амнистии в 1963 году и уже со следующего года начал работать на Киевской студии хроникально-документальных фильмов. В 1986 году, после публикации в «Литературной газете» статьи о выдуманных фактах его биографии, пребывании и работе в немецкой оккупации, присвоении боевых наград (медалей "За Победу над Германией", "За взятие Будапешта" и  "За освобождение Праги") и финансовые злоупотребления, был уволен с киностудии и исключён из Союза кинематографистов Украины.
Умер 27 января 1997 года в Киеве.

## Награды и звания
- Медаль имени А. П. Довженко
- республиканская премия имени Я. А. Галана (1979)
- заслуженный деятель искусств УССР (1976)

## Фильмография
Автор документальных фильмов:
- «Суворовцы», «Цветущая Украина», 1951,
- «В Новой Каховке», «Художники Закарпатья», 1953,
- «Творчество юных», «Корсунь-Шевченковский», «Праздник великой дружбы», 1954,
- «Песня об Украине», 1955,
- «Гори, моя звезда», 1957,
- «Хлеб», 1964,
- «Цветы для всех», 1966,
- «Лети наша песня», «Василий Порик» 1967,
- «Гуцульская свадьба», 1967,
- «Вечно живой», «Горячее дыхание» (1967, Главный приз и Диплом зонального кинофестиваля, Тбилиси, 1967),
- «Днепровская баллада» (1967),
- «Монреаль-67» (1967),
- «Степан Шкурат» (1968),
- «Пять героических лет», «Диалог с секретарем райкома» (1971),
- «Мы — советские» (1972, Почетный диплом VI Всесоюзного кинофестиваля, Алма-Ата, 1973),
- «Для тебя, человек» (1973, Премия Международного кинофестиваля, Загреб, Югославия, 1974),
- «Роменская мадонна» (1973, Главный приз «Золотой голубь» XVI Международного кинофестиваля, Тампере, Финляндия, 1974),
- «Генерал Петров» (1973, Диплом Международного кинофестиваля, Москва, 1973),
- «Лети, лелеко, лети до Раски» (1973, Диплом Международного кинофестиваля, Краков, 1975; Диплом IX Международного кинофестиваля, Москва, 1975),
- «Сердце солдата» (1974, Серебряная медаль имени А. П. Довженко, 1975; приз «Золотая пальмовая ветвь с голубем» XVII Международного кинофестиваля, Лейпциг, 1974; Диплом Международного кинофестиваля, Обергаузен, 1975),
- «Краснозвездная юность», «Пять песен о коммунистах» (1975, Специальная премия IX Всесоюзного кинофестиваля, Фрунзе, 1976),
- «Во всю ширь души» (1976, Почетный диплом XIX Международного кинофестиваля, Лейпциг),
- «С Лениным в сердце» (1977, Почетный диплом X Всесоюзного кинофестиваля, Рига, 1977),
- «Незыблемое братство» (1976),
- «Слушайте, слушайте Бетюка!» (1978),
- «Мина-22» (1979) (как «идейно порочная», была снята с проката),
- «Мария с Малой земли» (1980),
- «Живи, человек!» (1980, Второй приз XIV Всесоюзного кинофестиваля, Рига, 1977),
- «Монолог матери» (1981),
- «Не тронь меня» (1981),
- «Приговоренный к расстрелу» (1981) (была снята с проката),
- «Мой дом — одна шестая часть мира», «Нестареющее сердце поэта» (1982),
- «Баллада о лесном фронте» (1985—1986),
- «Любовь моя снежная» (1991),
- «Признание в любви» (1993) и др.

## Произведения
- Баллады о любви. К., 1974.
- Пять песен о коммунистах. К. : Мистецтво, 1977. 159 с.
- Рассказы о незабываемом. Киноновеллы. К. : Радянська школа, 1979. 135 с.
- Продолжение радости. Очерки, эссе, воспоминания. Минск : Мастацкая літаратура, 1981. 256 с.
- Новеллы о подвиге. Серия: Библиотека кинодраматургии. М. : Искусство, 1983. 88 с.
- 100 поэзий о любви.